# Michelle Connor

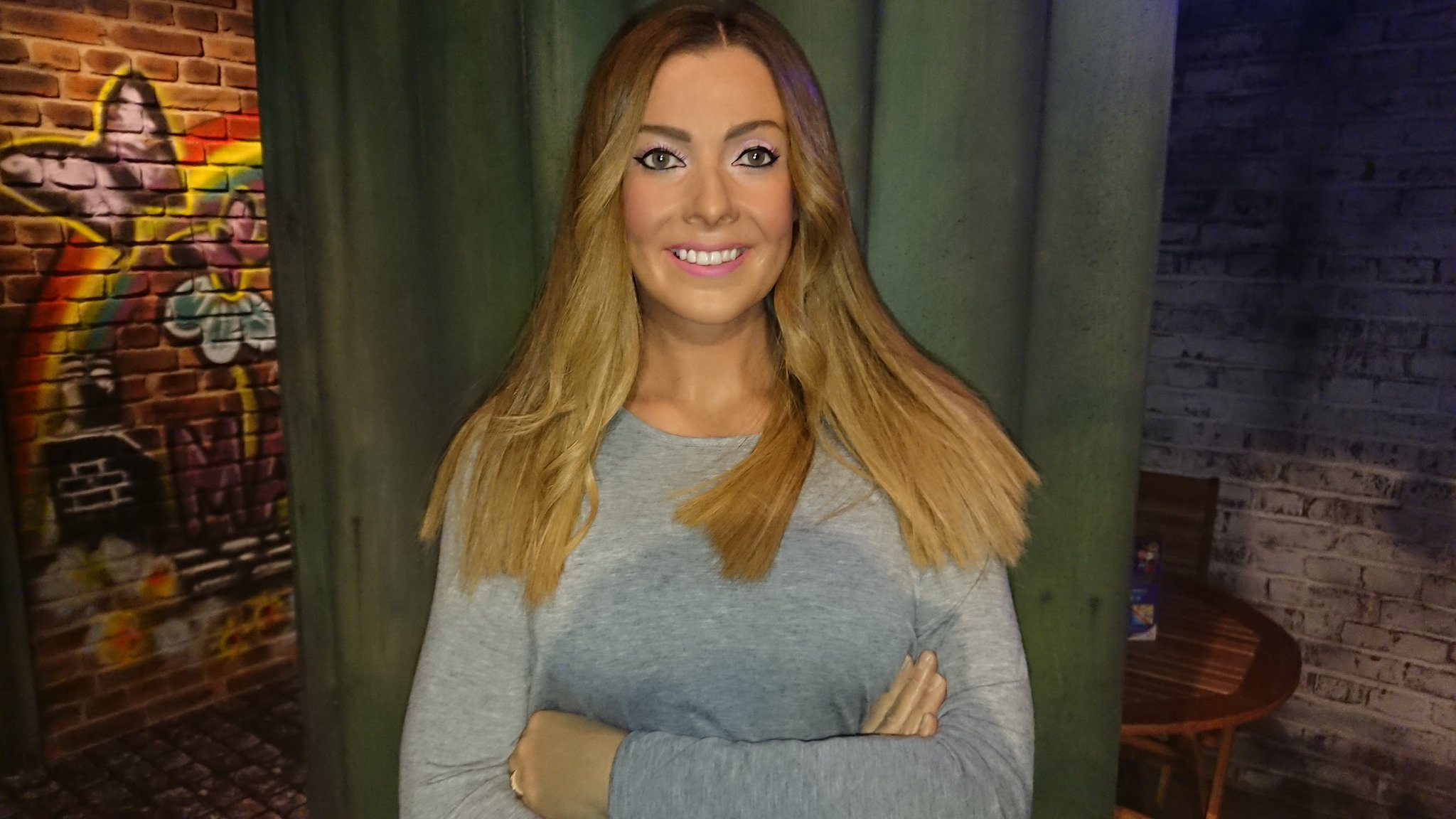
Personalidad de las Relaciones Públicas de España.

Michelle Sinéad Connor-McDonald (apellido de soltera Connor) es un personaje ficticio de la serie de televisión británica Coronation Street, interpretada por la actriz Kym Marsh desde el 3 de abril de 2006, hasta ahora.

## Antecedentes
Cuando era una adolescente Michelle comenzó a salir con Dean y quedó embarazada. La relación terminó cuando Dean murió en un accidente automovilístico.

## Biografía
Michelle apareció por primera vez en Weatherfield en abril de 2006 cuando audicionó como cantante de fondo para la banda de Vernon Tomlin. Michelle obtiene el trabajo sin embargo cuando Vernon intenta besarla Michelle decide dejar la banda. Posteriormente regresa en agosto del mismo año y se convierte en la nueva mesera del Rovers. Pronto a ella se les unen en Weatherfield su hijo , Ryan Connor y sus dos hermanos, Liam y Paul Connor.
Inmediatamente después de que Michelle comienza a trabajar en el Rovers Steve McDonald se enamora.Desafortunadamente para a Liz McDonald la madre de Steve, no le cae muy bien Michelle, ya que esta sabe que Vernon, su actual novio está enamorado de ella. 
Vernon comienza a coquetear con ella, sin embargo Michelle comienza a sentirse incomoda por su comportamiento. Cuando Vernon comienza a hacerle proposiciones desacaradas Michelle lo engaña haciéndole creer que siente lo mismo. Poco después Michelle lo humilla en público sin embargo Vernon lograr que Michelle se vea como la culpable por lo que Liz la hecha. Cuando la verdad se conoce Liz heca a Vennon y busca a Michelle y le ofrece su trabajo de nuevo en el Rovers. Unos meses después Liz y Vernon se reconcilian.
Cuando su cuñada Carla Connor le dice que cree que Paul y Liam están escondiéndole algo Michelle decide confrontar a sus hermanos. Al inicio Paul niega que algo esté pasando sin embargo Liam le confienza a Michelle que la noche en que Dean murió, él no era el que estaba conduciendo sino Paul. Destrozada Michelle reacciona de forma violenta con sus hermanos cuando se da cuenta de que ambos intentaron esconder el crimen de Paul. Aunque al inicio a Michelle se le dificultó perdonar a Liam por haberle escondido la verdad con el tiempo lo hizo y nunca le contó la verdad a su hijo, Ryan.
Cuando Paul queda gravemente herido, después de estar en un accidente automovilístico mientras intentaba secuestrar a Leanne Battersby, Michelle no sabe cómo reaccionar, sin embargo decide perdonarlo por haber matado a Dean, sin embargo se niega a ir a verlo al hospital, sin embargo cuando Steve habla con ella logra que lo vea, desgraciadamente Paul muere en el momento en el que Michelle está entrando al hospital.
Después de salir brevemente con Steve, Michelle comienza a salir con el manipulador Sonny Dhillon y la pareja se compromete. Sin embargo Steve se da cuenta de que la ama e intenta separarlos sin embargo no lo logra. 
Sin embargo cuando Steve descubre que Sonny es bisexual después de haberlo visto besando a Sean Tully, le dice todo a Michelle, aunque al inicio esta no le cree confronta a Sonny y a Sean, ambos niegan la aventura sin embargo poco después cuando Michelle descubre toda la verdad, queda devastada, decide confrontar a Sonny y cancela la boda. Poco después sintiéndose traicionada decide terminar su amistad con Sean, sin embargo ambos logran arreglar su amistad.
Meses después Michelle termina besándo a Steve, este le propone iniciar una relación cuando Michelle le confía la verdad acerca de las circunstancias de la muerte de Dean, sin embargo aunque Michelle siente algo por él decide rechazarlo ya que considera que no es el momento adecuado. Más tarde lo acepta y comienzan a salir, cuando Ryan les propone mudarse al Rovers Michelle y Ryan aceptan.
En diciembre de 2007 Ryan es seguido en varias ocasiones por Nick Neeson, cuando le cuenta a su madre, ella le cuenta a Steve y a Liam sin embargo no hacen nada ya que creen que está exagerando. Sin embargo cuando Nick encuentra a Ryan y comienza a hablar con él, este asustado corre y entra al Rovers, ahí le cuenta lo sucedido a su madre y a su tío, Liam y este sale para intentar atraparlo sin embargo escapa. Nick aparece de nuevo unas semanas después y es seguido por Michelle y Liam hasta una casa en los suburbios. Cuando Michelle toca el timbre Alex Neeson, un joven de 15 años abre la puerta, inmediatamente al verlo Michelle comienza a llorar al ver que Alex es la viva imagen de su novio muerto, Dean. Michelle se da cuenta de que Alex y Ryan fueron cambiados accidentalmente al nacer y que Alex es en realidad su hijo biológico y no Ryan.
Más tarde Alex aparece de nuevo en el Kabin y le dice a Norris Cole que su madre va a pagar por los dulces que compró. Cuando Norris le pregunta quién es su madre, Alex le dice que es Michelle. Más tarde ese día las noticias acerca de que Ryan no es el hijo biológico de Michelle se extiende por todo Weatherfield y cuando Ryan se entera queda desconcertado.
Poco después la policía llega al Rovers con Alex y le dicen a Michelle que Alex robó y al ser capturado dijo que Michelle era su madre. Cuando la policía le pregunta a Michelle si es verdad, ella les dice que sí.
Cuando Michelle y Alex se sientan a platicar, este le dice "mamá" lo cual la sorprende. Alex se queda con Michelle por algunas semanas, lo cual causa algunos problemas con algunos de los residentes y que Ryan comience a sentirse mal. Ryan decide mudarse con sus tíos, Liam y Maria Connor.
Más tarde Alex pierde a Amy Barlow, la hija de Steve y decide encerrarse en el Rovers, Michelle al ver todos los problemas que ha está causando no se atreve a decirle a Alex que regrese a su hogar con Nick y Wendy Neeson, sin embargo después de poner al límite a Michelle en otras ocasiones por fin Alex se muda con los Neeson cuando Steve le dice que se tiene que ir, poco después Michelle le dice a los Neeson que no puede tener a Alex en su vida ya que siente que Ryan es su hijo y no él. Más tarde Michelle se reúne de nuevo con Alex y junto a Ruan lo lleva a Irlanda para que conozca a sus abuelos, Barry y Helen Connor.
Después de pelearse con Michelle y emborracharse Steve termina acostándose con Becky Granger. Steve no le dice nada a Michelle sin embargo ella comienza a sospechar que algo está pasando cuando Steve y Lloyd Mullaney comienzan a actuar nerviosamente a su alrededor. Cuando Liz le dice que Steve se lleva muy bien con Leanne, Michelle asume que ella es la responsable de la conducta de Steve y la confronta pensando que Steve se acostó con ella. Poco después cuando Steve se va a España para visitar a su gemelo, Andy, Michelle decide confrontar a Lloyd y luego despide a Leanne. 
Cuando el novio de Leanne, Dan Mason le dice a Michelle que la noche en que Steve tuvo su aventura Leanne esta con él y su padre en el hospital. Horrorizada por su comportamiento Michelle intenta disculparse con Leanne pero esta la ignora. Bajo la presión de Michelle, Lloyd le dice que Steve está planificando una propuesta sorpresa, por lo que cuando Steve llega Lloyd convence a Michelle para que no le diga nada. Sin embargo cuando él y Steve comienzan a pelear, este le propone matrimonio a Michelle de verdad. Cuando Eileen Grimshaw se entera de lo sucedido le dice a Lloyd que le diga la verdad.
En julio de 2008 Lloyd le dice la verdad a Michelle y esta escoge el anillo más caro, cuando Steve le propone matrimonio Michelle lo rechaza, lo goea y tira el anillo en un lago.
Al día siguiente Michelle le exige la verdad sobre la noche en que se fue, sin embargo Steve le dice que se quedó en casa de una joven pero que durmió en el sofá. Steve le ruega a Michelle que actúen como una familia feliz por el bien de Amy, mientras que secretamente él intenta recuperarla, sin embargo cuando Michelle se encuentra a JD, un antiguo novio lo invita a pasar el día en el Rovers, sin embargo Steve le da un ultimatúm a Michelle o regresa con él o ella y Ryan se mudan de la casa. Así que Michelle decide reconciliarse con él, sin embargo cuando Steve decide que está enamorado de Becky decide comportarse como un mal novio para que Michelle lo deje y así él no tendrá que hacerlo. 
En enero de 2009 Steve por fin le revela a Michelle acerca de su relación con Becky, por lo que Michelle rompe con él. Poco después Michelle renuncia a su trabajo en Rovers y junto con Ryan se mudan con María. Leanne anima a Michelle a tomar un trabajo con los corredores de apuestas, así que ella acepta con el fin de molestar a Steve, sin embargo Michelle termina coqueteando con Peter Barlow y Luke Strong. En mayo del mismo año Luke y Michelle terminán acostándose juntos, sin embargo al día siguiente Ryan es acusado por Vinnie, el padre de Sian Powers de haber violado a su hija. Vinnie ataca a Ryan sin embargo Peter logra intervenir y salvarlo, poco después Sian les explica que su padre sacó conclusiones apresuradas después de encontrar condones en su bolsa. Cuando Michelle se entera de que Peter ayudó a su hijo va a su departamento, ambos platican sin embargo terminan besándose.
En junio Michelle se va de nuevo para hacer otro viaje con JD, esta vez por seis meses. Sin embargo la noche antes de irse Michelle termina acostándose con Peter, desafortunadamente Luke la observa saliendo de su apartamento con la misma ropa de la noche anterior y deduce lo que pasó. Poco después Michelle regresa a Weatherfield después de que uno de los bateristas se lastimará la muñeca durante un concierto. A su regreso Luke y Peter comienzan a competir por ver quien se queda con ella, sin embargo Michelle le deja claro a Peter que solo quiere ser su amiga.
Cuando Michelle descubre a Maria besándose con Tony enfurece, pero poco después le ofrece disculpas a Maria por su reacción y la ayuda a contárle a sus padres, Helen y Barry Connor acerca de la relación. Sin embargo María termina la relación cuando se entera de que Tony fue el responsable del asesinato de su esposo, lo cual deja destrozadas a Maria y a Michelle. Más tarde Michelle decide terminar su relación con Luke y regresar al tour. 
Michelle regresa a principios de septiembre, se muda un piso más arriba de la tienda y obtiene de nuevo su antiguo trabajo como mesera del Rovers. Michelle comienza a coquetear con Luke de nuevo a pesar de que él está saliendo con Rosie Webster. Luke termina con Rosie cuando esta se vuelve posesiva y celosa, más tarde mientras están en una fiesta Michelle y Luke terminan besándose por lo que Rosie se pone extremadamente celosa e inicia una pelea con Michelle en la calle lo que ocasiona que al final Rosie termine corriendo a su casa llorando, poco después Luke se va de Weatherfield. 
En noviembre el joven Ben Rchardson se muda con Michelle y Ryan mientras sus padres están de viaje en Southampton, las cosas se ponen tensas cuando en diciembre Ben besa a Michelle, avergonzado por sus acciones Ben decide mudarse, sin embargo Ryan decide no volver a hablar con él y le cuenta lo sucedido a la novia de Ben, Sophie Webster, quien no le cree y acusa a Michelle de acostarse con varios hombres. Cuando Sophie se da cuenta de la verdad se disculpa con ambos y termina su relación con Ben, quien decide irse de Weatherfield. 
Cuando Dev Alahan contrata a Kake Harman para arreglar el techo de Michelle, este accidentalmente se resbala de las escaleras y Michelle se ve obligada a salir de la bañera para ayudarlo, en medio de todo accidentalmente a Michelle se le cae la toalla y Jake inmediatamente la besa, esto ocasiona que Michelle se sienta avergonzada y sorprendida por lo cual lo echa. Al día siguiente cuando Jake intenta hacer lo mismo Michelle hace que lo arresten, en un intento por lograr convencerla de salir en una cita con él Jake decide ir al Rover Return en toalla, ahí la amenaza con dejarla caer si no acepta salir con él por lo que Michelle acepta.
Poco después Jake obtiene una oferta de trabajo en Cumbria y se va, Jake regresa para la víspera de Año Nuevo y lleva a Michelle a una cita, sin embargo poco después se va a Mánchester debido a compromisos de trabajo.
En el 2010 su colega Ciaran McCarthy, queda encantado con Michelle por lo que rápido intenta enamorarla, sin embargo al inicio Michelle lo ignora en un intento por ocultar sus verdaderos sentimientos hacia él. Cuando Ciaran anuncia sus intenciones de mudarse a Escocia para buscar un nuevo trabajo, Liz intenta convencer a Michelle para que le diga la verdad a Ciaran antes de que sea tarde. Aunque le molesta la idea de que Ciaran se vaya no tiene el valor de decirle que está enamorada de él. Ciaran a sabiéndas de que Michelle siente algo por él, decide irse cuando se da cuenta de que ella nunca lo va a reconocer. Después de que Ryan se muda para asistir a la universidad de Glasgow, Michelle sintiéndose sola por fin admite sus verdaderos sentimientos hacia Ciaran y lo besa.
Poco después Michelle decide renunciar a su trabajo como gerente asistente del Underworld y dejarle su puesto a Carla. Cuando Ciaran decide irse en un crucero convence a Michelle de irse con él.